# Збірна Домініканської Республіки з футболу
Збі́рна Домініка́нської Респу́бліки з футбо́лу — національна футбольна команда, що представляє Домініканську Республіку на міжнародних матчах з футболу. Контролюється Федерацією футболу Домініканської Республіки. 
Станом на 3 квітня 2025 посідає 139-e місце у рейтингу футбольних збірних світу.

## Чемпіонат світу
- 1930–1974 — не брала участі
- 1978 — не пройшла кваліфікацію
- 1982–1990 — не брала участі
- 1994–2022 — не пройшла кваліфікацію

## Золотий кубок КОНКАКАФ
- 1991–1996 — не пройшла кваліфікацію
- 1998 — забрала заявку
- 2000–2003 — не пройшла кваліфікацію
- 2005 — забрала заявку
- 2007 — забрала заявку під час кваліфікації
- 2009 — на брала участь
- 2011–2023 — не пройшла кваліфікацію
- 2025 — груповий етап